# Dante (métro de Turin)
Pour les articles homonymes, voir Dante (homonymie).
Dante est une station de la ligne 1 du métro de Turin, située sur la piazza De Amicis.